# EMI Group

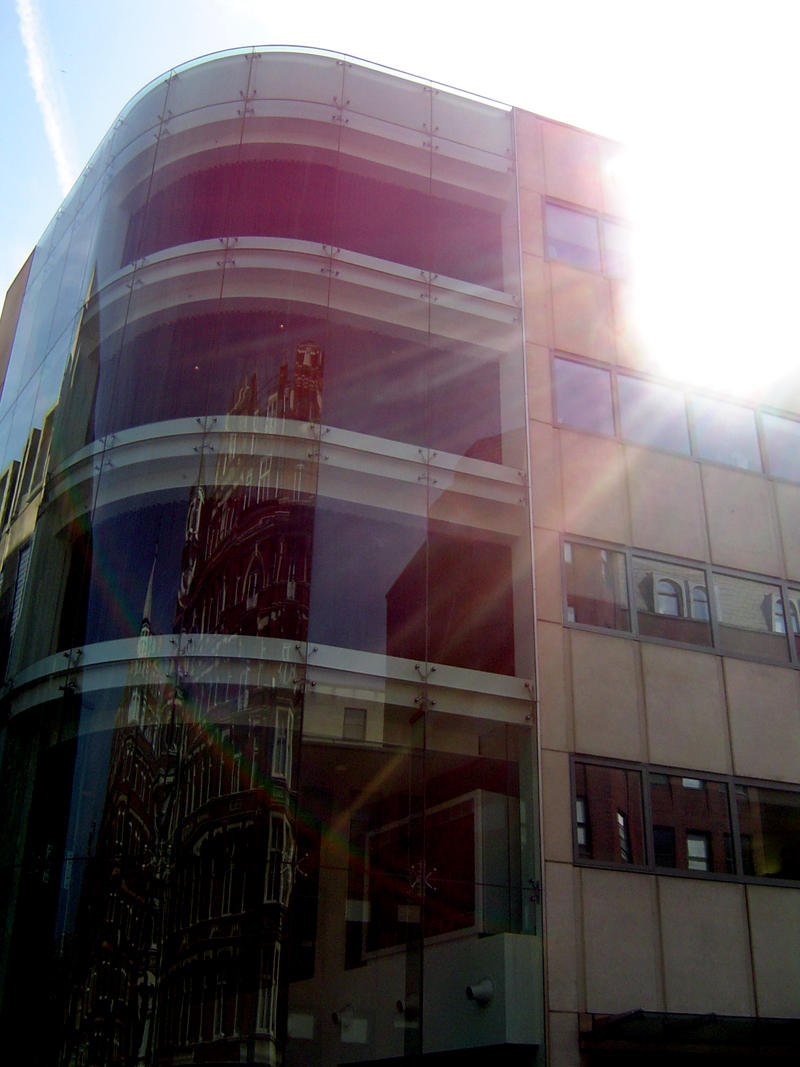
EMI-Hauptsitz, London (2006)

EMI [iː ɛm aɪ], auch EMI Records genannt, war eines der vier weltgrößten Major-Musiklabels. 2011 wurde es in großen Teilen von der Universal Music Group übernommen und seitdem größtenteils zerschlagen.
Unter dem Dach der EMI Group Limited befinden sich sowohl das Tonträgerunternehmen EMI Music mit mehreren Sublabels als auch der Musikverlag EMI Music Publishing.

## Entwicklung
Das Unternehmen wurde im März 1931 als Electric and Musical Industries Ltd als Zusammenschluss von UK Columbia Records und Gramophone Company/HMV gegründet. Die Wurzeln von EMI reichen damit zurück bis in das Jahr 1898, als die Londoner Gramophone Company unter Beteiligung des Schallplattenpioniers Emil Berliner gegründet wurde. Im gleichen Jahr eröffnete EMI die berühmten Abbey-Road-Studios.
Während des Zweiten Weltkrieges und in den Jahren danach entwickelten die EMI Laboratories in Hayes Radaranlagen und Lenkwaffen. 1958 wurde dort unter der Leitung von Godfrey Hounsfield der Transistorcomputer EMIDEC 1100 gebaut. Ebenfalls unter der Leitung von Hounsfield wurde dort von 1967 bis 1976 der erste Computertomograph entwickelt. Finanziert werden konnte diese kostspielige Entwicklung vor allem aus den enormen Gewinnen des Unternehmens mit dem unter dem EMI-Chef Sir Joseph Lockwood erfolgten Verkauf von Aufnahmen der Band The Beatles.
Im Februar 1979 kaufte EMI die United-Artists-Tochtergesellschaft United Artists Records. Im Jahr 1980 fusionierte die EMI Ltd. mit dem britischen Unternehmen Thorn Electrical Industries zu Thorn EMI Ltd. Zu den Tätigkeitsfeldern, die Thorn Electrical Industries mit in den Konzern brachte, gehörten unter anderem Radar- und Verteidigungstechnik, was auch dem Plattenlabel einige Kritik einbrachte. 1989 erwarb Thorn EMI Ltd den Songkatalog SBK Entertainment World (über 300.000 Einzelwerke aus der Popmusik einschließlich der dazugehörigen Rechte) für 295 Millionen US-Dollar. Diesen zu den weltweit größten zählenden Katalog erwarb SBK 1986 von CBS für 125 Mill. US-Dollar. Im Jahr 1991 übernahm Thorn EMI das Label Chrysalis Records sowie im Jahr 1992 für eine Milliarde US-Dollar das bis dahin unabhängig agierende Tonträgerunternehmen Virgin Records von der Virgin Group. Der in über 40 Ländern tätige Großkonzern wurde im August 1996 wieder in die beiden unabhängig voneinander operierenden Gesellschaften Thorn und EMI Group aufgeteilt.
Nachdem sich die EMI Group spätestens seit 2001 in einer strukturellen und später auch konjunkturellen Unternehmenskrise befand, finanzierte die Großbank Citigroup im September 2007 die Unternehmensübernahme durch den Investmentfonds Terra Firma Capital Partners (Inhaber: der Londoner Großinvestor Guy Hands), was sich als Fehlinvestition herausstellte. Durch den Einbruch im CD-Verkauf hatte die EMI im Jahr 2007 einen Verlust vor Steuern von 263,6 Millionen Pfund zu verzeichnen. Infolge der Konzernübernahme sollten vor allem im Marketingbereich etwa 28 Millionen Pfund eingespart werden. Die weltweite Zahl von zu der Zeit 5500 Mitarbeitern der EMI Group sollte weiter abgebaut werden. Nachdem Terra Firma die Kreditzinsen für die Kaufpreisfinanzierung nicht mehr aufbringen konnte, hatte die Citigroup die EMI-Aktien von Terra Firma im Februar 2011 übernommen. Durch Kreditabschreibungen verlor die Citigroup 2,2 Milliarden £ (ursprünglich £ 3,4 Mrd. Kredite), Terra Firma seinen Eigenkapitalanteil von 1,7 Mrd. £. Die Übernahme von EMI durch Terra Firma stellte sich damit als einer der größten Fehlschläge der Leveraged Buy-outs der Finanzgeschichte heraus. Schließlich erwarb die Universal Music Group das Aktienpaket, was durch die EU-Kommission im September 2012 genehmigt wurde. Infolgedessen wurden die deutschen Teile der EMI-Labels Capitol Records, Blue Note Records und Virgin Schallplatten im Mai 2013 nach Berlin zentralisiert, der Hauptsitz der Electrola GmbH wurde im Mai 2013 nach München verlegt. Das Schlager- und Pop-Label Electrola wurde zu Universal Music Deutschland GmbH nach München verlagert, wo es seit 1. Mai 2013 das Volksmusik-Label Koch Universal Music als Sublabel weiterführt. Nur das Label Rhingtön verbleibt – wegen des ausschließlich kölschen Repertoires wie die Holding EMI Recorded Music GmbH – in Köln. Nach der spektakulären Übernahme besteht der Musikmarkt lediglich noch aus drei Major Labels: Universal Music Group, Sony Music Entertainment und Warner Music Group.

## Zerschlagung und Verkauf
Im November 2011 wurde bekannt, dass EMI zerschlagen und die Unternehmensteile „EMI Music“ und „EMI Music Publishing“ einzeln verkauft werden. Das Musikgeschäft, also den Hauptteil des Konzerns, in Form der Aktien hatte für 1,9 Mrd. Euro die amerikanische Universal Music Group übernommen, eine Tochter des französischen Vivendi-Konzerns und größter Musikkonzern der Welt. Ein internationales Konsortium unter Führung des amerikanischen Publishers des zweitgrößten Musiklabels Sony Music, Sony/ATV Music Publishing, erwarb die Verwertungsrechte für 2,2 Mrd. Dollar in Form der „EMI Music Publishing“, der Tochter für das Verlagsgeschäft von EMI. Schließlich gingen noch einige Sub-Labels sowie EMIs Geschäfte in verschiedenen Teilen Europas an die Warner Music Group, das drittgrößte Musikunternehmen. Ferner erhielt die deutsche BMG Rights Management, seit einiger Zeit viertgrößtes Musikunternehmen, die sich erfolglos als Konkurrent Sonys um die Übernahme der gesamten EMI Music Publishing beworben hatte, das einzelne Label Mute Records, wobei es sich den Vertrieb davon mit Sony Music aufteilte. In der Folgezeit kaufte BMG Sony noch weitere Teile des EMI-Music-Publishing-Katalogs ab.
Am 21. September 2012 wurde der Verkauf von EMI and die Universal Music Group in Europa und den Vereinigten Staaten durch die Europäische Kommission und die Federal Trade Commission genehmigt. Damit die Marktmacht des neuen Unternehmens nicht zu groß würde, mussten das EMI-Plattenlabel Parlophone, Mute Records und weitere Vermögenswerte verkauft werden. Parlophone hat Verträge mit Künstlern wie Coldplay und Pink Floyd.

## EMI Music Publishing
Bis zur Übernahme von BMG Music Publishing durch die zum französischen Medienkonzern Vivendi gehörende Universal Music Publishing Group galt EMI Music Publishing mit einem Katalog von über einer Million Titeln als größter Musikverlag der Welt mit einem Jahresumsatz von 419,6 Millionen Pfund Sterling sowie einem operativen Gewinn von 105,4 Millionen GBP (bezogen auf das Jahr 2005).
Ende 2007 startete EMI Music Publishing Germany den kostenpflichtigen Online-Musikdienst filmersclub.de, der Videofilmern die Filmvertonung ermöglicht. Der Online-Musikdienst wurde zum 31. Oktober 2011 eingestellt. Der Katalog von filmersclub enthielt rund 100.000 Musikstücke aus allen Genres und Epochen und ist damit das größte Musikarchiv für Hobby-Videofilmer im Internet. Das Repertoire war komplett verschlagwortet und ermöglichte die Suche nach Stichworten und Kategorien. Alle Musiktitel konnten vorgehört und heruntergeladen werden. Die hochauflösenden Mp3-Dateien verfügten über keinen Kopierschutz und waren in jedes gängige Videoschnittprogramm einlesbar.
Im Februar 2008 wurde eine Kooperation mit dem BDFA geschlossen.
Komponisten der bereitgestellten Filmmusik sind unter anderem Paul Hardcastle, Harry Gregson-Williams, Curtis Schwartz, Frederic Talgorn, Trevor Jones, Ron Goodwin und Hermann Skibbe.
2018 übernahm die Sony Corporation of America, eine Tochter des japanischen Elektronikkonzerns Sony, für 1,9 Mrd. Dollar (1,61 Mrd. Euro) den Anteil von 60 %, den ein Konsortium um die staatseigene Mubadala Investment Company aus den Vereinigten Arabischen Emiraten an EMI Music Publishing gehalten hatte. Sony besitzt damit rund 90 % am Unternehmen, die restlichen Anteile gehören den Erben von Michael Jackson.

## EMI Music
Fast 50 Jahre lang war EMI das größte Plattenlabel der Welt und wurde zuletzt zu den vier großen Major-Labels gezählt. Laut dem eigenen Selbstverständnis war EMI Music jedoch die größte Independent-Musikgesellschaft der Welt. EMI Music hatte im Geschäftsjahr 2005/2006 einen Jahresumsatz von 1660,3 Millionen GBP und einen operativen Gewinn von über 145,1 Millionen GBP. EMI Music repräsentierte 2008 mehr als 14.000 Künstler.
Seit mehreren Jahren war EMI Music daran interessiert, den Konkurrenten Warner Music Group zu übernehmen, um damit zum einen an den Weltmarktführer Universal Music heranzurücken und sich zum anderen wieder vor Sony BMG positionieren zu können. Anfang Mai 2006 hatte die Warner Music Group ein Übernahmeangebot von EMI zurückgewiesen und selbst mit einem eigenen Übernahmeangebot reagiert. Im Zuge der nachträglichen gerichtlichen Untersagung der Fusion von Sony Music und BMG nahmen sowohl EMI Music als auch die Warner Music Group zwischenzeitlich Abstand von den Fusionsplänen. Im Februar 2007 gab es ein erneutes Übernahmeangebot an EMI von Warner.
Am 2. April 2007 gab EMI auf einer gemeinsamen Pressekonferenz mit Steve Jobs, CEO von Apple Inc., bekannt, dass der gesamte Musikkatalog in einer höheren Qualität (256 kBit/s anstatt von 128 kBit/s) und ohne Kopierschutz (DRM) erhältlich sein werde. Der iTunes Store war die erste Vertriebsplattform, die die DRM-freien Lieder verkaufte. Nutzer, die bereits EMI-Lieder gekauft hatten, sollten die Möglichkeit haben, für einen Aufpreis die qualitativ hochwertigere und DRM-freie Version zu erhalten. EMI war das erste Major-Label, das sich zu diesem Schritt entschied. Fehlende Nachfrage veranlasste Apple dazu, den Preis ab dem 17. Oktober 2007 auf den iTunes-Standardpreis zu senken.
Laut Guy Hands erzielte EMI nur mit 15 % der 14.000 EMI-Künstler Gewinne. Durch das Zerstören nicht verkaufter CDs entstanden jährlich Kosten in Höhe von 25 Millionen Pfund. Laut Los Angeles Times sind knapp neun von zehn EMI-Künstlern nicht profitabel. Im Geschäftsjahr 2008 musste EMI Music einen Verlust in Höhe von 1,2 Milliarden US-Dollar verbuchen, während der Umsatz von 2,8 auf 2,3 Milliarden US-Dollar sank.
Im Rahmen der Krise der Musikindustrie intensivierte 2008 EMI seine Zusammenarbeit mit dem Konkurrenten Warner Music. Beide Konzerne übernahmen im asiatischen Raum Vertriebstätigkeiten für den anderen. Während EMI den Vertrieb für Warner in Indien und im Nahen Osten organisierte, vertrieb Warner EMIs Produkte in Südostasien.
Labels, die zu EMI Music gehörten:
- Alphabeat Music Group
- Apple Records
- Astralwerks
- Blue Note Records
- Capitol Records
- China Record Co. (China)
- Chrysalis Music
- Colonia (Deutschland)
- Columbia Nipponophone (Japan)
- Columbia Records (Großbritannien)
- Deluxe Records
- Electrola (Deutschland)
- EMI Christian Music Group

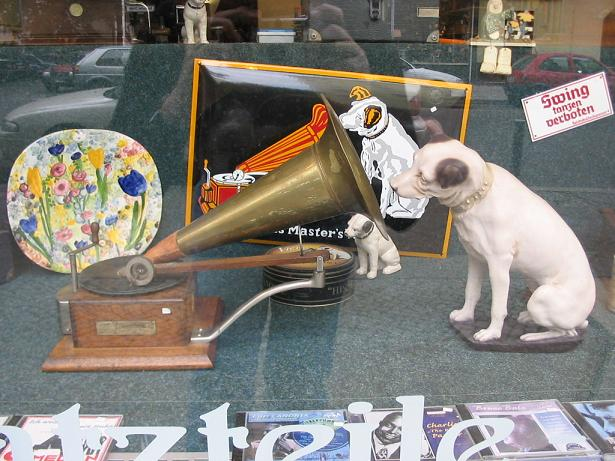
His Master’s Voice – Zur EMI gehöriges Label

- EMI Classics (wurde 2013 an die Warner Music Group veräußert)[25]
- EMI Scala
- Freunde von Niemand
- Gooom
- GramCo (Indien)
- His Master’s Voice
- Kent (Türkei)
- Kling-Klang
- Labels Music
- Monitor (Tschechien)
- Milk Music Group
- Mute Records (wurde 2013 an die BMG veräußert)
- Nobody’s Bizzness
- Odeon
- Palm Pictures
- Parlophone (wurde 2013 an die Warner Music Group veräußert)
- Path Orient (China)
- Pathé Records
- Pomaton (Polen)
- Racing Junior
- Regal-Zonophone Records
- Rhingtön
- Source
- Spin Records (gegründet 1995)
- Tellé Records
- Virgin Music
- We Love You
- Wolfpack Entertainment